# 덕적도
덕적도(德積島)는 인천광역시 옹진군 덕적면에 속하는 섬이다. 이 섬에는 덕적면의 진리(鎭里), 서포리(西浦里), 북리(北里) 등 3개 법정리가 있다. 덕적군도는 8개의 유인도와 34개의 무인도로 이루어져 있는데, 덕적도는 덕적군도의 주도(主島)이며, 면적은 22.97km2, 해안선 길이는 37.6 km이다.

## 역사
신석기 시대부터 사람이 살았던 것으로 추정된다. 660년 백제를 정벌하기 위한 신라의 요청에 부응하여 당나라의 소정방이 대군을 이끌고 들어온 덕물도(德物島, 德勿島)가 바로 덕적도이다. 덕물도란 '가득한(德) 물(勿)에 있는 섬', 즉 바다 한 가운데 있는 섬이라는 뜻이다.

## 지리

덕적도의 위치(지도 서남쪽의 짙은 붉은 색)

덕적도는 갯벌이 발달되어 바지락, 굴 등을 양식하고, 흑염소나 포도, 표고버섯 등의 특산물을 많이 생산한다.
섬에는 세 개의 해변이 있다. 일주도로가 개설돼 차를 가져가도 좋다. 대부도 방아머리 선착장에서 카페리에 차를 실으면 자월도를 거쳐 1시간40분 만에 덕적도 진리 선착장에 닿는다. 인천 연안부두에서 쾌속선을 탄다면 1시간 거리이다. 덕적도 내에서는 서포리, 밭지름 해수용장과 비조봉 등이 찾아볼 만하다.

## 지질
덕적도 내에는 중생대의 화강암과 대동 누층군의 퇴적암 덕적층이 분포한다. 덕적도의 서부와 남부에는 담회색 내지 약한 담홍색을 띠는 중-세립질의 흑운모 화강암이 분포한다. 덕적도 북동부에는 반상 화강암이 해안을 따라 소규모로 분포한다. 대동 누층군 덕적층은 압쇄 규암-편암과 변성사암 및 이암으로 구성되는 저변성 퇴적암으로 구분된다. 또한 덕적도 동부 해안을 따라 암상에 관계없이 파쇄의 정도가 심한 전단대가 발달한다.

## 딸린 섬
- 소야도(蘇爺島) : 덕적면 소야리(蘇爺里). 덕적도의 동쪽에 있으며, 부속 섬 중 가장 크다. 새곶섬이라고도 불린다.
- 선미도(善尾島) : 덕적면 북리. 등대가 있다.
- 먹도(墨島) : 덕적면 진리. 먹통도, 흑도(黑島)라고도 불린다.

## 같이 보기
- 덕적면

## 참고 문헌
- 김부식 (1145), 《삼국사기》  〈권28 백제본기 제육(百濟本紀第六) 의자왕(위키문헌 번역본)〉  /(국사편찬위원회 > 한국사데이타베이스 번역본)